# ژانر فاجعه

پوستر فیلم فرودگاه (۱۹۷۰) که عموماً به عنوان نخستین فیلم در ژانر فاجعه شناخته می‌شود.

در مطالعات ژانری، فیلم فاجعه‌ای (انگلیسی: Disaster Film)، گونه‌ای داستانی در فیلم‌های سینمایی است که در آن تمرکز اصلی بر روی به تصویر کشیدن یک فاجعه است. در این دسته از فیلم‌ها معمولاً حادثه‌ای بزرگ رخ می‌دهد و شخصیت‌های داستان نیز در تلاش برای بقا و نجات خود هستند. فاجعه به تصویر کشیده شده در این آثار هرچیزی می‌تواند باشد؛ از مخاطرات طبیعی همچون سیل، زمین‌لرزه، سونامی و رویداد برخوردی گرفته تا حوادثی همچون سوانح هوایی یا آتش‌سوزی‌های بزرگ. ژانر فاجعه برای به تصویر کشیدن چنین رخدادهایی عموماً با ژانر اکشن یا حتی علمی–تخیلی ترکیب می‌شود. ژانر فاجعه خودش زیرژانرهای مهمی همچون ژانر هیولایی را شامل می‌شود.
آثاری که در ژانر فاجعه ساخته می‌شوند عموماً دارای شخصیت‌های زیاد و خطوط داستانی متعدد هستند و تمرکز آن‌ها نیز بر روی تلاش این شخصیت‌ها برای نجات و رهایی از فاجعه است. از آن‌جایی که به تصویر کشیدن فاجعه، اصلی‌ترین ویژگی این ژانر است تا پیش از دهه هفتاد امکان ساخت چنین آثاری به دلیل خرج بسیار زیاد ممکن نبود. بسیاری فیلم فرودگاه (۱۹۷۰) را نخستین تلاش جدی سینما برای ساخت آثار فاجعه‌ای می‌دانند. موفقیت تجاری بسیار بزرگ فیلم فرودگاه در گیشه که با فروش ۱۰۰ میلیون دلاری همراه بود و همچنین استقبال منتقدان باعث شد تا استودیوهای هالیوودی میل بیش‌تری برای ساخت فیلم‌های فاجعه‌ای پیدا کنند. ماجرای پوزیدون، زمین‌لرزه و آسمانخراش جهنمی از دیگر آثاری هستند که در این دوران و به دنبال موفقیت فرودگاه ساخته شدند.
با ورود به عصر جدید و ظهور فناوری سی‌جی‌آی، ساخت آثار ژانر فاجعه وارد مرحله‌ای جدید شد. موفق‌ترین و مشهورترین فیلم فاجعه‌ای که در طی سه دهه گذشته ساخته شده‌است فیلم تایتانیک به کارگردانی جیمز کامرون است که ماجرای غرق کشتی تایتانیک را با روایتی خیالی به تصویر می‌کشد. تایتانیک با فروش ۲٫۱ میلیارد دلاری سومین فیلم پرفروش تاریخ سینمای جهان است. این فیلم همچنین با کسب یازده جایزه اسکار یکی از پرافتخارترین فیلم‌های تاریخ سینما است.
رولاند امریش، کارگردانی آلمانی یکی از کسانی است که برای ساخت تعدادی از پرفروش‌ترین فیلم‌های فاجعه‌ای تاریخ سینما شناخته می‌شود. امریش تاکنون آثاری همچون روز استقلال، روز پس از فردا، ۲۰۱۲ و استارگیت را در این ژانر ساخته‌است. از دیگر آثار ژانر فاجعه که در یک دهه گذشته ساخته شده‌اند می‌توان به سن آندریاس، سرقت طوفانی و به‌سوی طوفان اشاره کرد. باوجود اینکه فیلم‌های فاجعه‌ای عموماً داستانی تخیلی دارند اما نمونه‌های اندکی در این ژانر وجود دارند که بر اساس داستانی واقعی ساخته شده‌اند؛ غیرممکن، سالی و مینی سریال چرنوبیل از این دسته هستند.